# 마시코정
마시코정(일본어: 益子町 마시코마치[*])은 일본 도치기현 남동부에 있는 하가군의 정이다.

## 지리
간토평야의 북쪽에 위치한다. 고카이강이 정 서쪽에서 남북으로 흐르고, 그 하안의 평야부가 정의 대부분을 차지한다. 정의 남부는 이바라키현과 접하는 구릉지이다.

## 역사
- 1871년 - 폐번치현 후에 우쓰노미야현에 속했다.
- 1873년 - 우쓰노미야현이 도치기현에 통합되면서 도치기현에 귀속되었다.
- 1889년 - 마시코정, 나나이촌, 다노촌이 성립하였다.
- 1954년 - 마시코정, 나나이촌, 다노촌이 합병해 마시코정이 되었다.

## 인구
| 연도 | 인구   | ±%     |
| ---- | ------ | ------ |
| 1920 | 15,920 | —      |
| 1930 | 17,034 | +7.0%  |
| 1940 | 18,347 | +7.7%  |
| 1950 | 24,542 | +33.8% |
| 1960 | 21,121 | −13.9% |
| 1970 | 19,844 | −6.0%  |
| 1980 | 22,104 | +11.4% |
| 1990 | 24,317 | +10.0% |
| 2000 | 25,685 | +5.6%  |
| 2010 | 24,351 | −5.2%  |

## 교통

### 철도
- 모카 철도 모카선

### 도로
- 국도 121호선
- 국도 123호선
- 국도 294호선(일본어판)